# チドリー岬

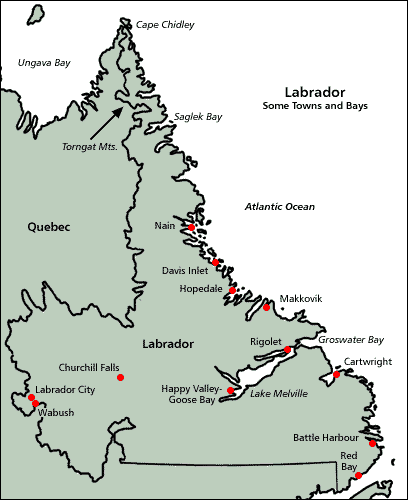
ラブラドール地方の地図、北端がチドリー岬

チドリー岬（チドリーみさき、ケープ・チドリー、Cape Chidley）はカナダ北東部・ラブラドル半島の北東の端。「Cape Chudleigh」とも表記される。トーンガット山脈の北端にあるキリニク島（Killiniq）の東海岸に位置する。

## 概要
チドリー岬周囲ではニューファンドランド・ラブラドール州とケベック州とヌナブト準州の三つの州・準州が交わる。チドリー岬はラブラドール地方（ニューファンドランド・ラブラドール州）の最北端で、ヌナブト準州の最南東端にあたる。
チドリー岬はニューファンドランド・ラブラドール州とケベック州の二つの州の境、と誤った説明がなされることもあるが、実際はニューファンドランド・ラブラドール州とヌナブト準州との境である。1999年のヌナブト準州設立時、カナダ北部の離島はすべてヌナブトに属することとなった。このため、大陸から細いマクレラン海峡（McLelan Strait）で離れたキリニク島を含め、その沖合いの島はすべてヌナブト準州になったが、キリニク島では例外的にチドリー岬を境に東海岸の南部はニューファンドランド・ラブラドール州になっている。海峡を挟んだ南のラブラドル半島では、大西洋岸とその沖の島々がニューファンドランド・ラブラドール州に、反対側がケベック州に属している。チドリー岬に一番近い集落（共同体）はキリニク島西部、ヌナブト準州側のポート・バーウェル（Port Burwell）である。
キリニク島のうち、ヌナブト準州に属する北部と西部は、その水がアンガヴァ湾とハドソン海峡（双方とも、北極海の一部）に流れている。このため、チドリー岬は、大西洋に流れる水と北極海に流れる水の分水嶺の最北端にもなっている。また、チドリー岬はハドソン海峡の入り口の南端であり、北端のレゾリューション島とは海峡を挟んだ位置にある。
トーンガット山脈はラブラドール地方の海岸に沿って走り、北はキリニク島で終わっている。チドリー岬にある丘は標高350mを数え、その両側にある二つの岬よりは比較的高くそびえているため、ここを最端の地らしくさせている。

## 歴史
この岬は、1587年8月1日にイギリスの探検家ジョン・デイヴィスによって、彼の友人で探検家仲間のジョン・チドリーにちなんで名付けられた。
1943年10月22日、ナチスドイツの潜水艦U-537がチドリー岬のすぐ南に上陸し、乗組員が気象観測のためクルト気象台を建設した。これは第二次世界大戦中の北米大陸におけるドイツ軍の作戦行為としては唯一のものであるが、1977年に再発見されるまで忘れられていた。
1950年から1952年の間、北緯50度線にそってレーダーサイトを設置するパインツリーライン計画の中でこの岬にレーダー基地を設置する予定であったが、レゾリューション島に移された。